# Dix-septième circonscription de Paris
Pour les articles homonymes, voir Dix-septième circonscription de Paris de 1958 à 1986 et Dix-septième circonscription de Paris de 1988 à 2012.
La dix-septième circonscription de Paris est l'une des 18 circonscriptions électorales françaises que compte le département de Paris (75) situé en région Île-de-France depuis le redécoupage des circonscriptions électorales réalisé en 2010 et applicable à partir des élections législatives de juin 2012.

## Délimitation
La loi du 23 février 2010 ratifie l'ordonnance du 29 juillet 2009, laquelle détermine la répartition des sièges et la délimitation des circonscriptions pour l'élection des députés.
La circonscription est délimitée ainsi : une partie du 18e arrondissement, comprenant les quartiers de la Goutte-d'Or et de La Chapelle, et une partie du 19e arrondissement, comprenant le quartier de la Villette et une petite partie du quartier du Combat située à l'ouest de l'avenue Secrétan, de l'avenue Simon-Bolivar et de la rue Henri-Turot.
Cette délimitation s'applique donc à partir de la XIVe législature de la Cinquième République française.
Cette dix-septième circonscription de Paris correspond presque exactement à la précédente dix-neuvième circonscription à laquelle a été jointe une petite partie du quartier du Combat.

## Députés
| Législature | Début de mandat | Fin de mandat | Député          | Parti politique | Observations                                                                           |
| ----------- | --------------- | ------------- | --------------- | --------------- | -------------------------------------------------------------------------------------- |
| XIVe        | 20 juin 2012    | 20 juin 2017  | Daniel Vaillant | PS              |                                                                                        |
| XVe         | 21 juin 2017    | 21 juin 2022  | Danièle Obono   | LFI             |                                                                                        |
| XVIe        | 22 juin 2022    | 9 juin 2024   | Danièle Obono   | LFI             | Mandat écourté à la suite d'une dissolution parlementaire décidée par Emmanuel Macron. |
| XVIIe       | 8 juillet 2024  | En cours      | Danièle Obono   | LFI             |                                                                                        |

## Résultats électoraux

### Élections législatives de 2012
Les élections législatives se sont déroulées les dimanches 10 et 17 juin 2012.
|                                            | Daniel Vaillant*     | PS             | 13 174 | 46,11  | 19 152 | 72,84  |  |  |  |  |  |
|                                            | Roxane Decorte       | UMP            | 5 225  | 18,29  | 7 140  | 27,16  |  |  |  |  |  |
|                                            | Ian Brossat          | PCF            | 3 769  | 13,19  |        |        |  |  |  |  |  |
|                                            | Barbara Feledziak    | EELV           | 2 379  | 8,33   |        |        |  |  |  |  |  |
|                                            | Vanessa Lancelot     | FN             | 1 714  | 6,00   |        |        |  |  |  |  |  |
|                                            | Guillaume Ancelet    | MoDem          | 558    | 1,95   |        |        |  |  |  |  |  |
|                                            | Guillaume Floris     | NPA            | 418    | 1,46   |        |        |  |  |  |  |  |
|                                            | Hervé Breuil         | PP             | 393    | 1,38   |        |        |  |  |  |  |  |
|                                            | Arnaud Vincent       | AEI            | 178    | 0,62   |        |        |  |  |  |  |  |
|                                            | Stéphane Le Goff     | LO             | 166    | 0,58   |        |        |  |  |  |  |  |
|                                            | André Tilloy         | PCD            | 150    | 0,53   |        |        |  |  |  |  |  |
|                                            | Sophie Goldszal      | DLR            | 124    | 0,43   |        |        |  |  |  |  |  |
|                                            | Margaux Gandelon     | PRV            | 120    | 0,42   |        |        |  |  |  |  |  |
|                                            | Clarisse Delalondre  | POI            | 115    | 0,40   |        |        |  |  |  |  |  |
|                                            | Ronald Jean-Baptiste | SP             | 87     | 0,30   |        |        |  |  |  |  |  |
|                                            | François Bechieau    | MUP            | 0      | 0,00   |        |        |  |  |  |  |  |
|                                            |                      |                |        |        |        |        |  |  |  |  |  |
| Inscrits                                   | Inscrits             | Inscrits       | 55 057 | 100,00 | 55 056 | 100,00 |  |  |  |  |  |
| Abstentions                                | Abstentions          | Abstentions    | 26 174 | 47,54  | 27 944 | 50,76  |  |  |  |  |  |
| Votants                                    | Votants              | Votants        | 28 883 | 52,46  | 27 112 | 49,24  |  |  |  |  |  |
| Blancs et nuls                             | Blancs et nuls       | Blancs et nuls | 313    | 1,08   | 820    | 3,02   |  |  |  |  |  |
| Exprimés                                   | Exprimés             | Exprimés       | 28 570 | 98,92  | 26 292 | 96,98  |  |  |  |  |  |
| * Député sortant de la 19e circonscription |                      |                |        |        |        |        |  |  |  |  |  |

### Élections législatives de 2017
Les élections législatives se sont déroulées les dimanches 11 et 18 juin 2017.
|                                                                           |                                                                                  |                           |                           |                          |                          |
|                                                                           |                                                                                  | Premier tour 11 juin 2017 | Premier tour 11 juin 2017 | Second tour 18 juin 2017 | Second tour 18 juin 2017 |
|                                                                           |                                                                                  |                           |                           |                          |                          |
|                                                                           |                                                                                  | Nombre                    | % des inscrits            | Nombre                   | % des inscrits           |
| Inscrits                                                                  | Inscrits                                                                         | 58 244                    | 100,00                    | 58 245                   | 100,00                   |
| Abstentions                                                               | Abstentions                                                                      | 31 366                    | 53,85                     | 34 359                   | 58,99                    |
| Votants                                                                   | Votants                                                                          | 26 878                    | 46,15                     | 23 886                   | 41,01                    |
|                                                                           |                                                                                  |                           | % des votants             |                          | % des votants            |
| Bulletins blancs                                                          | Bulletins blancs                                                                 | 360                       | 1,34                      | 1 120                    | 4,69                     |
| Bulletins nuls                                                            | Bulletins nuls                                                                   | 152                       | 0,57                      | 365                      | 1,53                     |
| Suffrages exprimés                                                        | Suffrages exprimés                                                               | 26 366                    | 98,10                     | 22 401                   | 93,78                    |
|                                                                           |                                                                                  |                           |                           |                          |                          |
| Candidat Étiquette politique (partis et alliances)                        | Candidat Étiquette politique (partis et alliances)                               | Voix                      | % des exprimés            | Voix                     | % des exprimés           |
|                                                                           |                                                                                  |                           |                           |                          |                          |
|                                                                           | Béatrice Faillès La République en marche                                         | 8 172                     | 30,99                     | 11 041                   | 49,29                    |
|                                                                           | Danièle Obono La France insoumise                                                | 4 481                     | 17,00                     | 11 360                   | 50,71                    |
|                                                                           | Ian Brossat Parti communiste français (République et socialisme)                 | 2 730                     | 10,35                     |                          |                          |
|                                                                           | Colombe Brossel Parti socialiste (Parti radical de gauche - Génération écologie) | 2 375                     | 9,01                      |                          |                          |
|                                                                           | Daniel Vaillant (député sortant) Divers gauche                                   | 1 740                     | 6,60                      |                          |                          |
|                                                                           | Babette de Rozières Les Républicains (Union des démocrates et indépendants)      | 1 722                     | 6,53                      |                          |                          |
|                                                                           | Douchka Markovic Europe Écologie Les Verts                                       | 1 670                     | 6,33                      |                          |                          |
|                                                                           | Vanessa Lancelot Front national                                                  | 1 252                     | 4,75                      |                          |                          |
|                                                                           | Mohamedy Yaffa Divers                                                            | 312                       | 1,18                      |                          |                          |
|                                                                           | Catherine Aubert Divers (Union populaire républicaine)                           | 310                       | 1,18                      |                          |                          |
|                                                                           | Chloé Desfachelle Divers (#MaVoix)                                               | 297                       | 1,13                      |                          |                          |
|                                                                           | Jade Rozenkranc Divers (Parti pirate)                                            | 287                       | 1,09                      |                          |                          |
|                                                                           | Franck Pupunat Écologiste (Demain en commun)                                     | 253                       | 0,96                      |                          |                          |
|                                                                           | Stéphanie Bruhière Divers gauche (Nouvelle Donne)                                | 209                       | 0,79                      |                          |                          |
|                                                                           | Stéphane Le Goff Lutte ouvrière                                                  | 204                       | 0,77                      |                          |                          |
|                                                                           | Philippe Valdenaire Écologiste                                                   | 130                       | 0,49                      |                          |                          |
|                                                                           | Arhella Elsody Divers droite (Parti chrétien-démocrate)                          | 123                       | 0,47                      |                          |                          |
|                                                                           | Christian Mellinger Divers gauche (Mouvement des progressistes)                  | 70                        | 0,27                      |                          |                          |
|                                                                           | Fetta Mellas Écologiste (Mouvement 100 %)                                        | 20                        | 0,08                      |                          |                          |
|                                                                           | Bernadette Chabanet Divers droite (Alliance royale)                              | 9                         | 0,03                      |                          |                          |
| Source : Ministère de l'Intérieur - Dix-septième circonscription de Paris |                                                                                  |                           |                           |                          |                          |

### Élections législatives de 2022
Les élections législatives françaises de 2022 se déroulent les dimanches 12 et 19 juin 2022.
|                                                    |                                                               |                           |                |
|                                                    |                                                               | Premier tour 12 juin 2022 |                |
|                                                    |                                                               |                           |                |
|                                                    |                                                               | Nombre                    | % des inscrits |
| Inscrits                                           | Inscrits                                                      | 62 130                    | 100,00         |
| Abstentions                                        | Abstentions                                                   | 33 297                    | 53,59          |
| Votants                                            | Votants                                                       | 28 833                    | 46,41          |
|                                                    |                                                               |                           | % des votants  |
| Bulletins blancs                                   | Bulletins blancs                                              | 353                       | 0,57           |
| Bulletins nuls                                     | Bulletins nuls                                                | 161                       | 0,26           |
| Suffrages exprimés                                 | Suffrages exprimés                                            | 28 319                    | 45,58          |
|                                                    |                                                               |                           |                |
| Candidat Étiquette politique (partis et alliances) | Candidat Étiquette politique (partis et alliances)            | Voix                      | % des exprimés |
|                                                    |                                                               |                           |                |
|                                                    | Danièle Obono* Nouvelle Union populaire écologique et sociale | 16 161                    | 57,07          |
|                                                    | Kolia Benié Ensemble                                          | 5 638                     | 19,91          |
|                                                    | Mariana Técher Rassemblement national                         | 1 241                     | 4,38           |
|                                                    | Angélique Michel Les Républicains                             | 1 111                     | 3,92           |
|                                                    | Marie Falicon Reconquête                                      | 1 076                     | 3,80           |
|                                                    | Mams Yaffa Ecologiste                                         | 1 010                     | 3,57           |
|                                                    | Béatrice Faillès Parti radical de gauche                      | 771                       | 2,72           |
|                                                    | Pierre Sigler Parti animaliste                                | 335                       | 1,18           |
|                                                    | Abdellah Aksas Extrême gauche                                 | 265                       | 0,94           |
|                                                    | Clément Fiquet Parti pirate                                   | 248                       | 0,88           |
|                                                    | Annie Clément Divers droite                                   | 186                       | 0,66           |
|                                                    | Mohamed Bachir Sans étiquette                                 | 177                       | 0,63           |
|                                                    | Youcef Hadbi La raison du peuple                              | 100                       | 0,35           |
|                                                    | Siwar Larguech Divers gauche                                  | 0                         | 0,00           |
| * Députée sortante                                 |                                                               |                           |                |

### Élections législatives de 2024
| Candidat                 | Candidat                 | Parti et coalition       | Nuances                  | Premier tour | Premier tour |
| Candidat                 | Candidat                 | Parti et coalition       | Nuances                  | Voix         | %            |
| ------------------------ | ------------------------ | ------------------------ | ------------------------ | ------------ | ------------ |
|                          | Danièle Obono            | LFI (NFP)                | UG                       | 26 238       | 64,23        |
|                          | Kolia Benie              | RE (EPR)                 | ENS                      | 7 012        | 17,16        |
|                          | Anne De la Brélie        | RN                       | RN                       | 3 666        | 8,97         |
|                          | Angélique Michel         | LR                       | LR                       | 1 619        | 3,96         |
|                          | Mathias Saint-Ellier     | UDI                      | DVC                      | 744          | 1,82         |
|                          | Michel Bouchou           | Équinoxe                 | ECO                      | 578          | 1,41         |
|                          | Brigitte Rumeau          | REC                      | REC                      | 414          | 1,01         |
|                          | Abdellah Aksas           | LO                       | EXG                      | 399          | 0,98         |
|                          | Victor Fournier          | AC                       | DVC                      | 181          | 0,44         |
|                          | Marie-Agnès Vallée       |                          | DSV                      | 0            | 0            |
|                          | Clément Rousseau         |                          | EXG                      | 0            | 0            |
|                          |                          |                          |                          |              |              |
| Votes valides            | Votes valides            | Votes valides            | Votes valides            | 40 851       | 98,20        |
| Votes blancs             | Votes blancs             | Votes blancs             | Votes blancs             | 466          | 1,12         |
| Votes nuls               | Votes nuls               | Votes nuls               | Votes nuls               | 281          | 0,68         |
| Total                    | Total                    | Total                    | Total                    | 41 598       | 100          |
| Abstention               | Abstention               | Abstention               | Abstention               | 21 540       | 34,12        |
| Inscrits / participation | Inscrits / participation | Inscrits / participation | Inscrits / participation | 63 138       | 65,88        |

## Chiffres clés
En 2017, les chiffres de la 17e circonscription de Paris sont les suivants :
- Population : 117 676
- nombre d'inscrits : 58 153
- taux de chômage : 16,82 %
- revenu médian mensuel : 1 506 euros
- 28,34 % de cadres et 13,92 % d'ouvriers